# Adalbert Ricken
Adalbert Ricken (n. 18 martie 1851, Fulda, Hessa, Germania – d. 1 martie 1921, Fulda, Hessa, Germania) a fost un preot romano-catolic german și micolog renumit. Abrevierea numelui său în cărțile științifice a fost mai demult  Rick., în prezent Ricken.

## Biografie
Adalbert Ricken sa născut în 1851 ca un fiu al unei familii destul de sărace cu 12 copii, arătând de mic inteligență și hărnicie. Un îndrumător spiritual i-a făcut posibilă înscrierea la liceu. Astfel a urmat liceul arhiducal din Fulda și după acea seminarul teologic tot acolo, fiind hirotonit în anul 1873. După acea a fost, până la moartea sa, preot în mai multe comune. A început ca vicar parohial în Dermbach, Borsch și Weimar, a continuat apoi ca paroh, mai întâi, din 1878, în Aufenau, apoi, din 1885, la catedrala din Fritzlar, și în sfârșit, din 1907, în parohia Lahrbach.
Riecken a devenit renumit ca micolog. Cunoscător al ciupercilor comestibile, Ricken s-a transformat într-un cercetător de primă clasă în domeniul ciupercilor superioare. Lucrarea sa principală este o monografie inovatoare în două volume despre Agaricaceae-le Europei Centrale, în care a destrămat încâlceala genurilor și speciilor prin luarea în considerare a caracteristicilor microscopice, în special a dimensiunilor celulare. Publicația sa este considerată o referință standard. Ulterior a scris cartea Vademecum für Pilzfreunde (Vademecum pentru prietenii ciupercilor) cu chei și descrieri de mai mult de 2000 de specii de ciuperci din Europa Centrală cu corpuri fructifere mai mari. Această lucrare a cunoscut mai multe ediții. Prietenosul și modestul preot și om de știință a fost vizitat de mulți profesori și alți prieteni ai bureților.
În anul 1919 Karl Johannes Kniep (1881-1930), profesor al facultății de biologie la Universitatea din Würzburg, a convins facultatea să-i confere lui Ricken doctoratul onorific.
Comitetul Societății Germane de Micologie (Deutschen Gesellschaft für Mykologie) acordă, din 1987, Premiul Adalbert Ricken prin rezoluție, fiind un premiu pentru cercetători laici al bureților precum pentru micologici tineri, dotat cu 1.500 de Euro. Câștigătorii sunt desemnați de către prezidiu.

## Denumiri taxonomice în onoarea lui Ricken

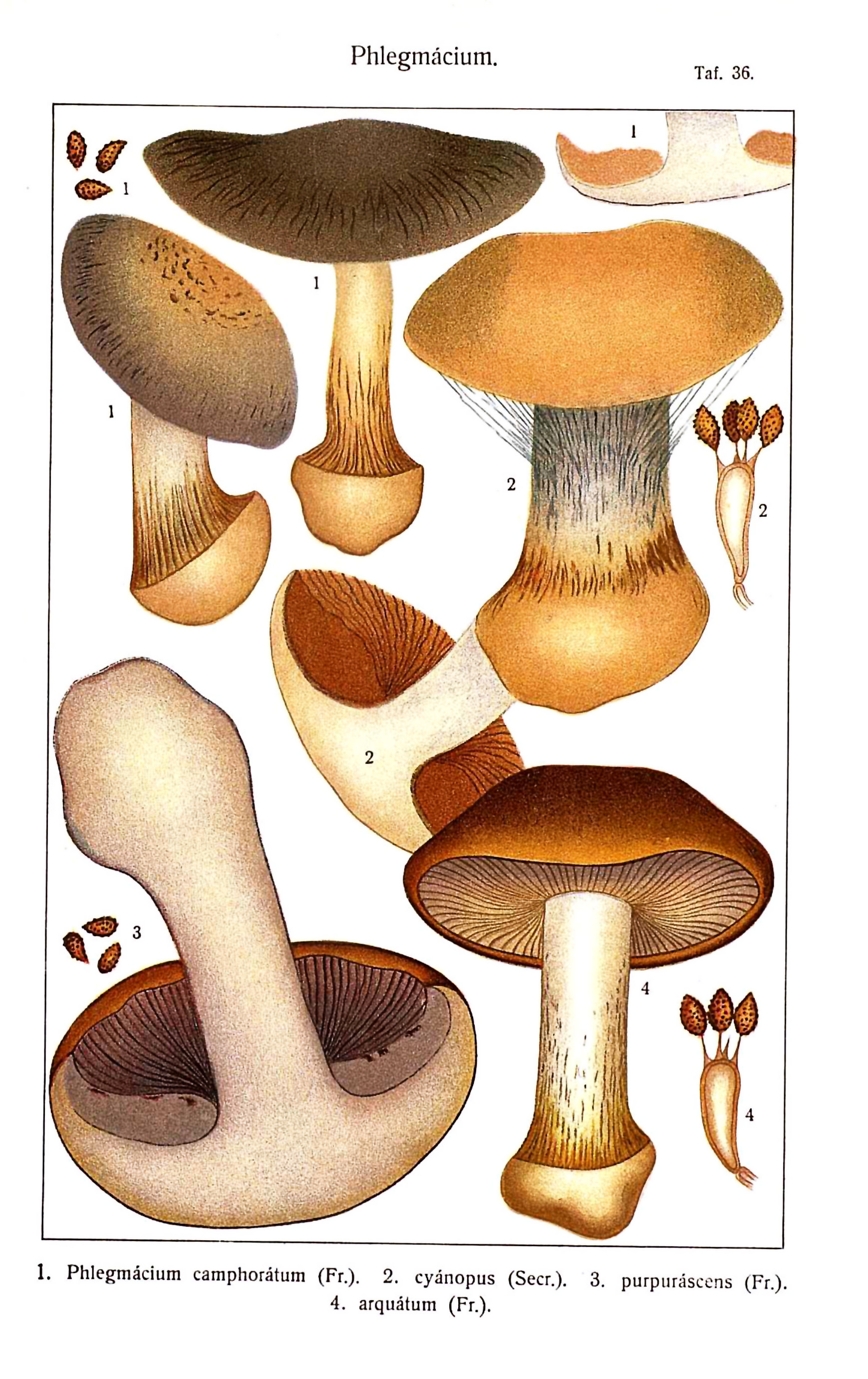
Ricken: Agaricaceae, tab. 36

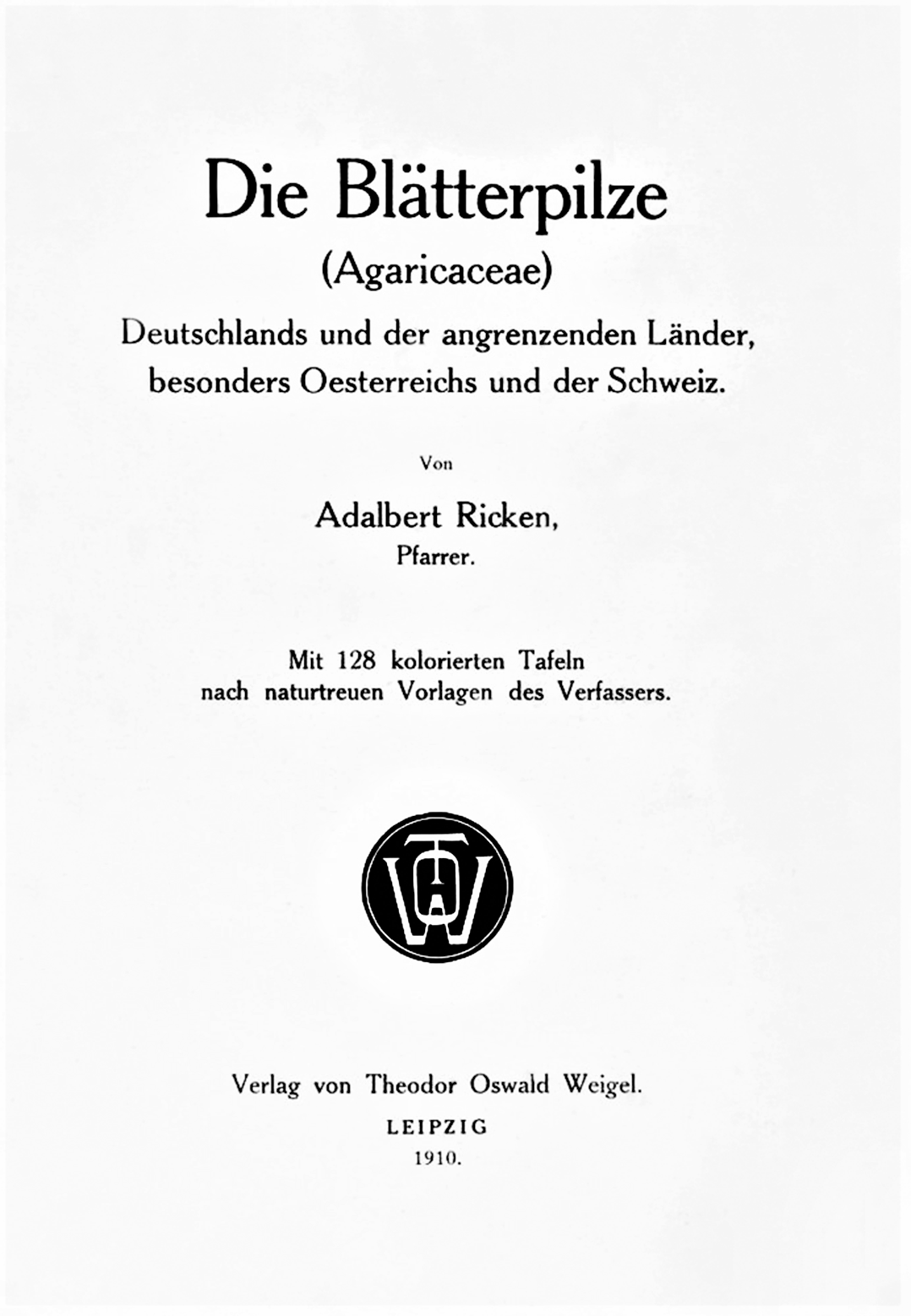
Ricken, Agaricaceae, pag. 1

Multe specii de ciuperci au fost denumite în onoarea sa cu numele lui, ca de exemplu:
| - Arrhenia rickenii (Hora) Watling, 1989 - Boletus rickeni Gramberg, 1921 - Conocybe rickeniana Singer, 1951 - Conocybe rickeniana P.D. Orton, 1960 - Cortinarius rickenianorum Rob.Henry, 1992 - Cortinarius rickenianus (Rob.Henry) Bidaud, Moënne-Locc. & Reumaux, 2001 - Armillaria rickenii Bohus, 1970 - Arrhenia rickenii (Hora) Watling, 1989 - Camarophyllus rickenii E.Horak., 1963 - Clitocybe rickenii (Singer) Harmaja, 2003 - Conocybe rickenii (Julius Schäffer) Kühner, 1935 - Cortinarius rickenii Rob. Henry ex Bidaud, Moënne-Locc. & Reumaux, 2000 - Entoloma rickenii (Romagn.) Courtecuisse 1986, (azi Entoloma conferendum) - Floccularia rickenii (Bohus ex Wasser) Bon, 1990 | - Hemimycena rickenii (A.H. Smith) Singer, 1962 - Hohenbuehelia rickenii Kühner, 1954 (azi Hohenbuehelia tremula) - Hygrophorus rickenii Maire 1930, (azi Hygrocybe acutoconica) - Hypholoma rickenii Romagn., 1977 - Hysterangium rickenii Soehner, 1921 - Inocybe rickenii sensu Heim (1931), (azi Inocybe curvipes) - Inocybe rickenii Kallenbach, 1921 - Inocybe rickenii Killermann, 1925 - Lepiota rickenii Velen. 1939, (azi Macrolepiota mastoidea) - Lepista rickenii Singer, 1948 - Panaeolus rickenii Hora, 1960 - Pleurotus rickenii Kühner 1954, - Rickenellaceae Vizzini, 2010 |

În anul 1973, genul Rickenella a fost denumit astfel de Jörg Raithelhuber în onoarea lui Adalbert Rickens.

## Ciuperci denumite de Ricken (selecție)
Savantul a descris și denumit mai multe genuri și specii de ciuperci, între altele:
- Bolbitius reticulatus (Pers.: Fr.) Ricken
- Cortinarius bulliardi (Pers.:Wünsche) Ricken (1915)
- Hygrophorus coccineus Fries: Fries sensu Ricken
- Otidea abietina f. nigra Ricken
- Ramaria botrytis (Pers.) Ricken
- Ramaria fennica (P.Karst.) Ricken (1918)
- Ramaria pallida (Schaeff.) Ricken (1920)
- Tricholoma aurantium (Schaeff.) Ricken (1915)
- Tricholoma focale (Fr.) Ricken (1915)
- Tricholoma caligatum (Viviani) Ricken

## Publicații principale
- Die Blätterpilze (Agaricaceae) Deutschlands und der angrenzenden Länder, besonders Oesterreichs und der Schweiz, 2 vol., Editura Theodor Oswald Weigel, Leipzig 1910 și 1915 (480 p. cu XII+112 plăci cromo-litografice colorate)
- Vademecum für Pilzfreunde, Taschenbuch zur bequemen Bestimmung aller in Mittel-Europa vorkommenden ansehnlicheren Pilzkörper, Editura Quelle & Meyer, Leipzig 1918, (352 p. cu imagini)